# 44e régiment d'infanterie vieux-prussien
Pour les articles homonymes, voir 44e régiment.
Le 44e régiment d'infanterie vieux-prussien est un régiment d'infanterie de l'armée prussienne qui existe de 1742 à 1806.

## Histoire
Le régiment est formé en janvier 1742 et reste stationné à Wesel jusqu'en 1804. La garnison est alors située à Münster jusqu'à sa dissolution en 1806.
Il participe à la prise de Torgau et à la bataille de Kesselsdorf en 1744/45 pendant la Seconde guerre de Silésie. Au cours de la guerre de Sept Ans suivante, il est impliqué dans les batailles de Pirna, Kolin, Breslau, Leuthen, Hochkirch et Reichenbach en 1756/63. En 1787, le régiment participe à l'invasion de la Hollande. Pendant la guerre contre la France révolutionnaire en 1792/95, les grenadiers et d'autres combattent notamment à Famars et dans les trois batailles de Kaiserslautern. Lors de la guerre de la Quatrième Coalition, le régiment participe à la bataille d'Iéna et est dissous fin novembre 1806 par la capitulation du corps Le Coq à Hamelin.

## Chefs du régiment
- 1742 Generalleutnant Friedrich Ludwig zu Dohna-Carwinden (de)
- 1749 Oberst/Generalmajor Martin Eberhard von Jungkenn (de)
- 1759 Oberst Rudolph August von Hoffmann (de)
- 1760 Generalmajor Johann von Grant (de)
- 1764 Oberst/Generalmajor/Generalleutnant Hans Christian von Brietzke (de)
- 1779 Oberst Friedrich Wilhelm von Gaudi
- 1789 Oberst Franz Otto von Pirch
- 1791 Oberst August von Dohna-Lauck
- 1793 Generalmajor Franz Georg Gneomar von Kunitzky (de)
- 1799 Oberst Ludwig von Strachwitz (de)
- 1803 Oberst Christian Alexander von Hagken (de)